# 新平安镇
新平安镇，是中华人民共和国吉林省白城市大安市下辖的一个乡镇级行政单位。

## 行政区划
新平安镇下辖以下地区：
平安村、长进村、长胜村、长明村、长和村、长兴村、长征村、于家洼村、东南岗村、长建村和长富村。